# Mark-42-Mehrzweckgeschütz
Das Mark-42-Mehrzweckgeschütz ist ein 127-mm-Schiffsgeschütz, das von FMC für den Einsatz auf US-amerikanischen Kriegsschiffen entwickelt wurde.

## Geschichte
Die Entwicklung des Mark 42 begann Anfang der 1950er-Jahre als Ersatz für die veralteten 127-mm-Doppellafetten Mark 12, die auf nahezu allen Kriegsschiffen der United States Navy während des Zweiten Weltkriegs im Einsatz waren, sowie für die Mark-16-Geschütze, die auf der Midway-Klasse im Einsatz standen. Die Truppeneinführung des neuen Schiffsgeschützes erfolgte ab 1954, zuerst bei der USS Northampton (CLC-1).
Ursprünglich verfügte das Geschütz über zwei, „Froschaugen“ genannte, optische Zielsysteme, eines für See- und Landziele und eins für Luftziele. Letzteres wurde in den 60er-Jahren entfernt, da die hohe Geschwindigkeit moderner Düsenflugzeuge eine Bekämpfung mit Luftabwehrgeschützen nahezu unmöglich machte, außerdem wurde die Luftabwehr auf See immer mehr von mit Flugabwehrraketen ausgestatteten Schiffen übernommen.
Während des Vietnamkriegs zeigte sich zudem eine Anfälligkeit für Störungen bei Dauerfeuer, die durch die hohe Komplexität des Lademechanismus und die hohe Feuerrate hervorgerufen wurde. Eine Verringerung der Kadenz löste das Problem, senkte aber auch die Feuerkraft der Waffe.
In den 1960er-Jahren begann mit der Entwicklung des Nachfolgers, des Mark-45-Leichtgewichtsgeschütz, das Ende des Einsatzes des Mark 42. Anfang der 1990er-Jahre wurden die letzten Schiffe, die das Geschütz verwendeten, bei der US Navy ausgemustert, bei der deutschen und griechischen Marine wurden die Geschütze Anfang des 21. Jahrhunderts ebenfalls mit ihren Schiffen außer Dienst gestellt.

## Technische Daten

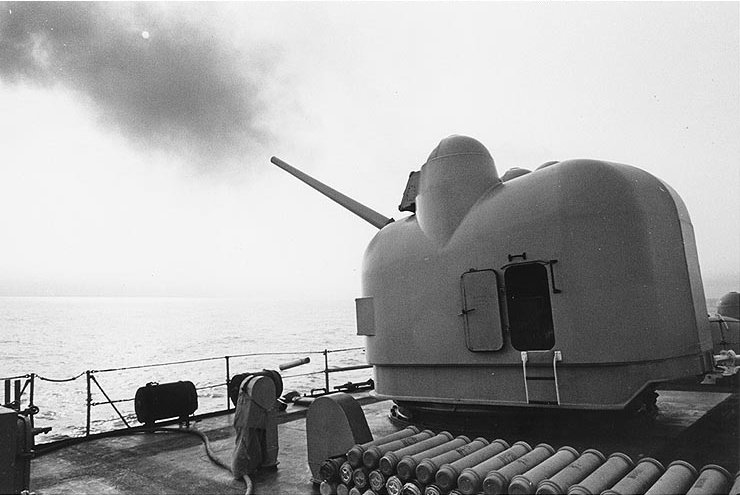
Mark-42-Mehrzweckgeschütz feuert

- Schwenkbereich: ±150°
- Rohrüberhöhung: +85°/–15°
- Bedienung: 20 Mann

## Einsatz
United States Navy
- Belknap-Klasse
- Charles-F.-Adams-Klasse
- Farragut-Klasse
- Forrest-Sherman-Klasse
- Forrestal-Klasse (später demontiert)
- Knox-Klasse
- Mitscher-Klasse
- Truxtun

Bundesmarine
- Lütjens-Klasse

Spanische Marine
- Baleares-Klasse

Royal Australian Navy
- Perth-Klasse

Japan Maritime Self Defense Force
- Hatakaze-Klasse
- Tachikaze-Klasse
- Shirane-Klasse
- Haruna-Klasse
- Takatsuki-Klasse